# Polystichus
Polystichus — род жужелиц из подсемейства Harpalinae.

## Описание
Предпоследний сегмент губных щупиков с двумя щетинками. Виски короткие.

## Систематика
В составе рода:
- Polystichus connexus
- Polystichus fasciolatus